# Абилев, Шахимардан Кайдарулы
Шахимардан Кайдарович Абилов (род. 23 апреля 1950, с. Арбиген, ныне Щербактинский район Павлодарской обл.), оперный певец, педагог. Заслуженный артист Казахстана (1994). Лауреат Государственной премии Республики Казахстан (2006). Народный артист Казахстана (2023).
Происходит из рода уак.

## Образование
Окончил Гос. консерваторию им. Курмангазы (1981).

## Биография
Солист Гос. филармонии им. Жамбыла (1981-89).
В 1989-1997 — декан факультета вокально-оперной подготовки, а с 1997 зав. кафедрой пения консерватории им. Курмангазы.
С 2015 года преподаватель, с 2017 по 2019 гг. — заведующий кафедры «Вокальное искусство и хоровое дирижирование» Казахского национального университета искусств.
Член жюри Международных конкурсов им. Лысенко в Одессе и им. Соломин Крушельницкой во Львове.

### Репертуар
В репертуаре певца более 500 произв. — арии, романсы и песни казах, и зарубежных композиторов. Играл в операх А.Жубанова и Л.Хамиди (Абай), П. И. Чайковского «Евгений Онегин» (Онегин), Моцарта «Колокольчик» (Анибаль) и «Свадьба Фигаро» (Фигаро), Г.Жубановой «Енлик- Кебек» (Абыз, Есен) и др.

### Гастроли
Гастролировал в Англии, Турции, Франции, Иране, Польше, Монголии, Корее и в странах СНГ. К 150-летию вел. поэта Абая А. с сольными концертами выступал в Москве, Лондоне, Париже и по республике.

## Награды
- Народный артист Казахстана (2023)[3]
- Заслуженный артист Казахстана (1994)
- Лауреат Государственный премии Республики Казахстан (2006) — за оперу «Абылай хан»[4]
- Орден «Барыс» 3 степени (2015)
- Орден «Курмет»
- медали
- «Почётный работник образования Республики Казахстан»
- Медаль «10 лет Конституции Республики Казахстан» (2005)
- Медаль «25 лет независимости Республики Казахстан» (2016)
- Звание «Почётный гражданин Восточно-Казахстанской области»
- Благодарственное письмо Президента Республики Казахстан со вручением нагрудного знака «Алтын Барыс» за самоотверженный труд в развитии казахского национального оперного искусства и в связи с 70-летием со дня рождения. (апрель 2020 года).